# Arcidiecéze Ferrara-Comacchio
Arcidiecéze Ferrara-Comacchio (latinsky Archidioecesis Ferrariensis-Comaclensis) je římskokatolická nemetropolitní arcidiecéze v italské oblasti Emilia-Romagna, která tvoří součást Církevní oblasti Emilia-Romagna a je sufragánní vůči Arcidiecézi boloňské. Hlavním biskupským sídlem je Ferrara s katedrálou sv. Jiří, konkatedrála sv. Kasiána se nachází v Comacchiu.

## Stručná historie
- Diecéze ve Ferraře je nástupkyní původní diecéze ve Voghenze doložené jíž ve 4. století. V 7. století bylo sídlo diecéze přeneseno do nově založené Ferrary, i když titul biskupů voghenzských byl užíván již v 10. století. Roku 1735 byla diecéze ferrarská povýšena na arcidiecézi, od roku 1815 však něměla žádné sufragánní diecéze a byla bezprostředně podřízena Sv. Stolci. V roce 1976 se Ferrara stala sufragánní arcidiecézí vůči Boloni.
- Diecéze v Comacchiu Diecéze je Comacchiu doložena v 8. století, původně byla sufragánní vůči Milánu, později vůči Ravenně, od roku 1976 je sufragánní vůči  vůči Boloni. V témže roce byly obě diecéze sjednoceny in persona episcopi, od roku 1986 jsou sloučeny plně.